# Голям Източен ерг
Голям Източен ерг (на арабски: العرق الشرقي الكبير, Ел Арак Еш Шарки Ел Кабир) е пясъчна пустиня (ерг) в Северна Сахара, простираща се в източната част на Алжир и частично на териториите на Тунис (североизточната ѝ част) и Либия (крайната ѝ източна част). Дължината ѝ от югозапад на североизток е около 600 km, ширината около 200 km, а площта – около 120 000 km². На юг и югозапад повърхността ѝ постепенно се повишава и преминава в платата Тингарт и Тадемаит, на запад се свързва с другата голяма пясъчна пустиня Голям Западен ерг, на север се понижава към депресията на солончака Шот Мелрир, а на североизток и изток е ограничена от планината Демер (в Тунис) и каменистото пустинно плато Хамада ел Хамра (в Либия). Огромното пясъчно море (второ по големина в света след пясъците на Либийската пустиня) се е образувало в резултат от навяването на големи количества пясък от вътрешната делта на сухата долина (уад) Игаргар, разположена в нейната югозападна част. В релефа преобладават дългите с километри пясъчни ридове с височина до 300 m, разделени от каменисто-глинести участъци (т.н. гаси). Повечето от пясъчните ридове са полузакрепени от пустинни храсти и треви с много дълбоки корени. През „гасите“ са прокарани автомобилни магистрали и множество кервански пътища. По нейната периферия са разположени оазисите Уаргла (на северозапад), Тугурт (на север), Гадамес (на изток, в Либия). В района на пустинята се добиват големи количества нефт и природен газ, в Хаси Месауд, Хаси ел Гаси и др.